# سیارک ۱۶۰۷۸
سیارک ۱۶۰۷۸ (به انگلیسی: 16078 Carolhersh، نامگذاری:1999RG177) شانزده هزار و هفتاد و هشتمین سیارک کشف شده‌است که در ۹ سپتامبر ۱۹۹۹ کشف شد.
قدر مطلق سیارک برابر ۱۴.۸ است.